# 特米斯托克萊斯·馮·埃肯布雷歇爾

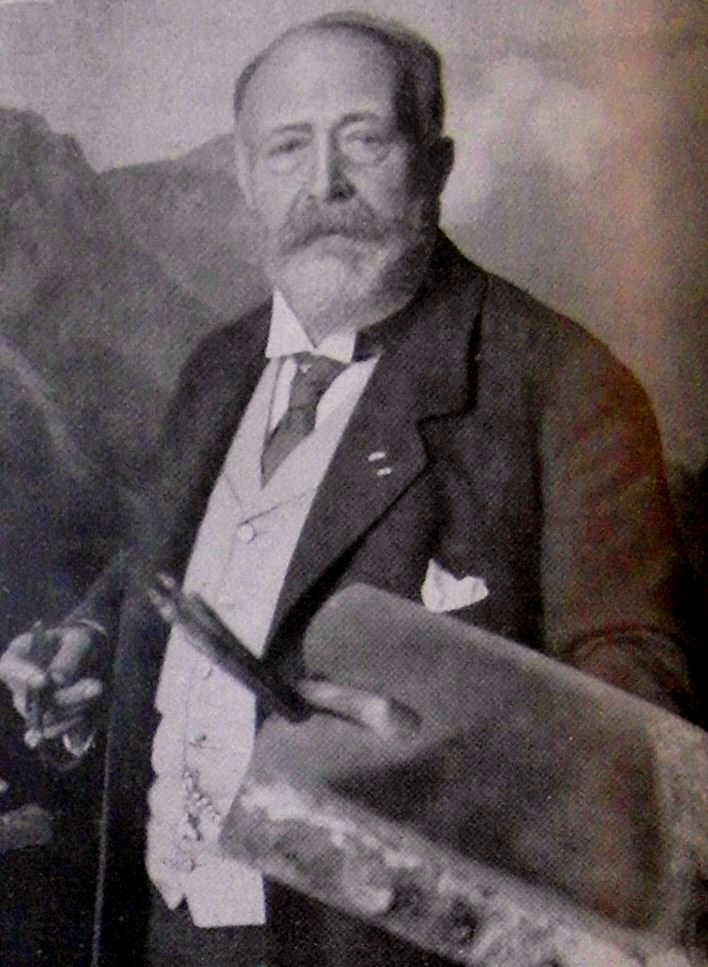
特米斯托克萊斯·馮·埃肯布雷歇爾，1912年

卡爾·保羅·特米斯托克萊斯·馮·埃肯布雷歇爾（德語：Karl Paul Themistokles von Eckenbrecher，1842年11月17日—1921年12月4日）是一位德國風景畫和海景畫的畫家，具有晚期浪漫主義風格。

## 傳記
埃肯布雷歇爾的父親是普魯士軍官，最初學的是哲學和醫學。他的義大利母親來自的里雅斯特的一個商人家庭。他出生時，父母正在希臘拜訪父親友人海因里希·施利曼。1843年隨家人回到柏林，並在那接受英美學校的教育。隨著年齡增長，他與父親一起旅行，並跟家教老師學習，在這段時間他對船舶產生了興趣。
他們1850年到1857年期間居住在伊斯坦布爾，接著搬往波茨坦，一直住到1861年。他希望成為一名海洋畫家，父母對其表示支持，1859年到1860年，他成為宮廷畫家卡爾·古斯塔夫·韋格納（Carl Gustav Wegener）的學生。1861年至1867年，他們住在杜塞爾多夫，並成為奧斯瓦爾德·阿亨巴赫（Oswald Achenbach）的弟子，還加入被稱為Malkasten（顏料盒之意）的進步派藝術家團體。
埃肯布雷歇爾在1875年與梅克倫堡一位地主的女兒約翰娜·史蒂弗（Johanna Stever）結婚，但他幾乎一直在旅行，足跡遍及歐洲和中東。1881年，他和同事威廉·西姆勒（Wilhelm Simmler）去埃及旅行後，為漢堡市創作了一幅名為《麥加商隊進入開羅》（Entry of the Mecca Caravan into Cairo）（118x15公尺）的東方主義全景畫。
除了繪畫，他還為德意志殖民屋（Deutsches Kolonialhaus）公司和各種客輪公司設計明信片。1892年，他到更遠的地方，訪問了菲律賓和德國在非洲的殖民地。最終學會了11種語言。
1919年，他從柏林移居到戈斯拉爾，兩年後在此地去世。1942年，以他的作品舉辦了一場大型回顧展和拍賣會。他的兒子古斯塔夫·海因里希（Gustav Heinrich，1876-1835 年）一生中大部分時間是在當時西南非的奧康巴赫附近當農民。

## 精選畫作

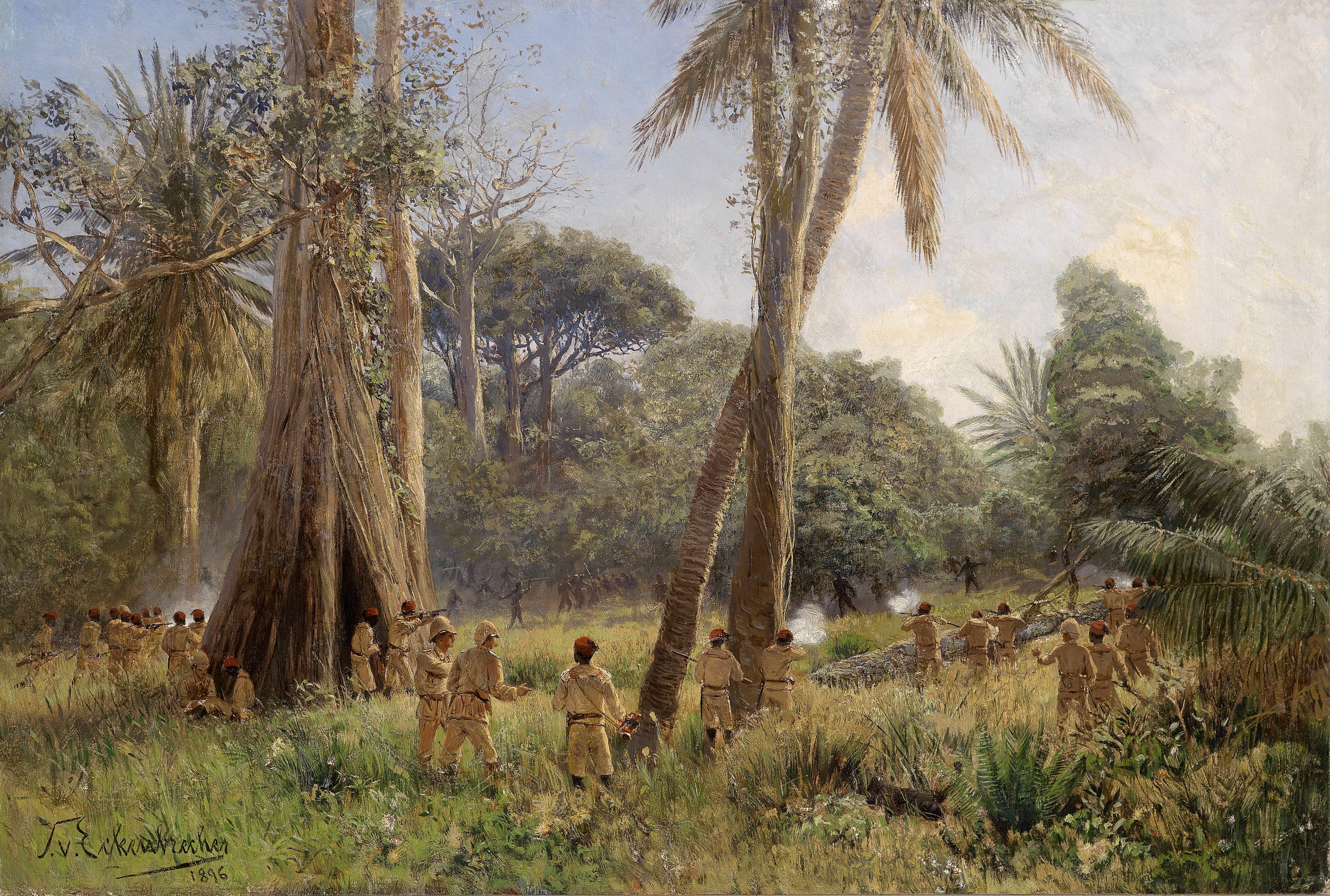
阿斯卡里人（英语：Askari）與當地居民之間的槍戰
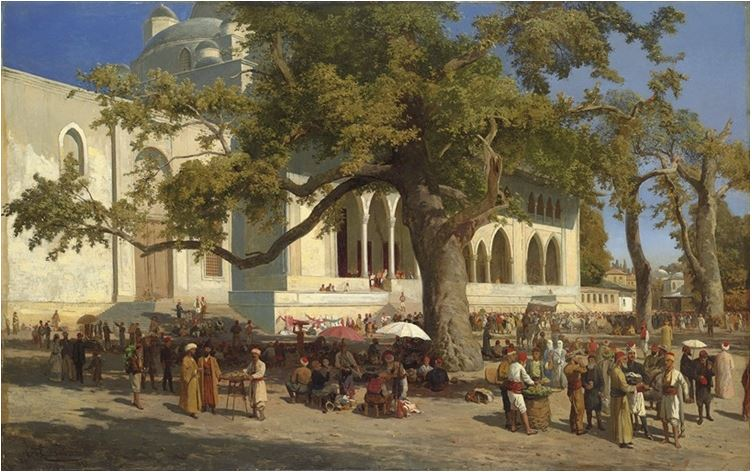
伊斯坦布爾新清真寺（英语：New Mosque, Istanbul）庭院的市集
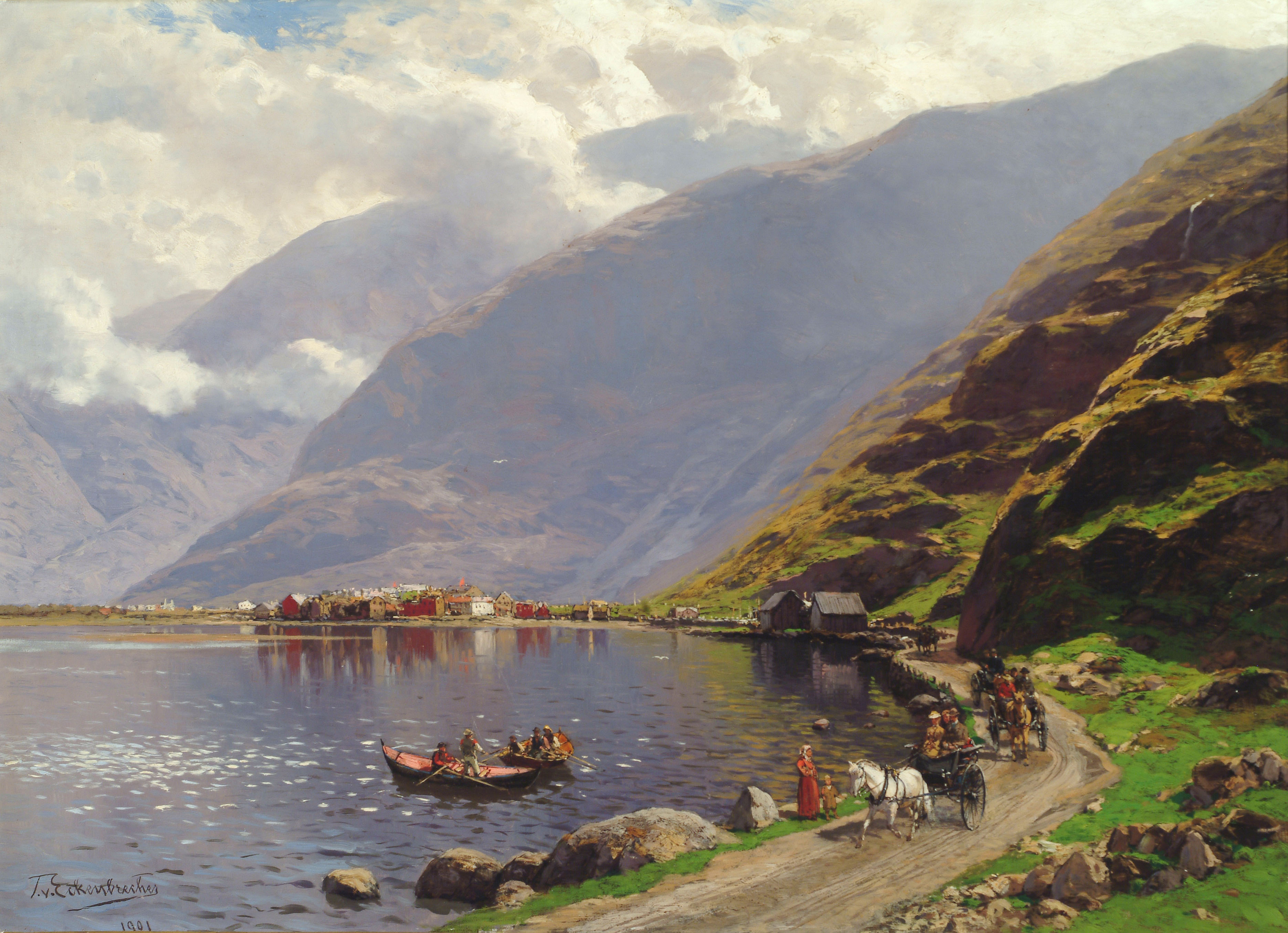
松恩峽灣的景色

## 延伸閱讀
- Biography in: Friedrich von Boetticher: Malerwerke des 19. Jahrhunderts. Beitrag zur Kunstgeschichte, Dresden 1891, pgs. 252–253
- Biography in:  Ulrich Thieme (Ed.): Allgemeines Lexikon der Bildenden Künstler von der Antike bis zur Gegenwart, E. A. Seemann, Leipzig 1914, pgs.318–319
- Siegfried Gehrecke: "Themistokles von Eckenbrecher" (Goslarer Künstler und Kunsthandwerker #4). Museumsverein Goslar, Goslar 1985.
- "Eckenbrecher, Themistokles von". In: Allgemeines Künstlerlexikon. Die Bildenden Künstler aller Zeiten und Völker,  Vol.32, Saur, 2002, ISBN 3-598-22772-8,  pgs.72–74.

## 外部連結
- More works by Von Eckenbrecher （页面存档备份，存于） @ ArtNet
- 特米斯托克萊斯·馮·埃肯布雷歇爾（德国国家图书馆目录相关文献）